# Göttinger Predigtmeditationen
Die Göttinger Predigtmeditationen (GPM) mit dem Untertitel Evangelische Predigtmeditationen entstanden 1946 aus maschinenschriftlichen Predigthilfen, die der ostpreußische Systematiker Hans Joachim Iwand als Hilfsmittel für aus Ostpreußen geflüchtete Pfarrer erarbeitete. Der Verleger Günther Ruprecht wollte diese einem breiteren Publikum zugänglich machen und gewann den Theologen Wolfgang Trillhaas als Herausgeber. Weitere Mitbegründer waren Joachim Jeremias und Gerhard von Rad. 1948 wurde Iwand selbst Schriftleiter der GPM. Später waren unter anderem Martin Fischer (1960–1970), Walther Fürst (1970–1983), Klaus-Peter Jörns (1983–1990), Friedemann Merkel (1990–1995) und Christian Möller (1996–2007) Schriftleiter.
Seit 1949 erschienen die GPM als Hefte innerhalb der Monatszeitschrift für Pastoraltheologie (heute Pastoraltheologie).
Heute erscheint die Zeitschrift vierteljährlich jeden zweiten Monat im Quartal im Wechsel mit der Zeitschrift Pastoraltheologie im Verlag Vandenhoeck & Ruprecht unter der Leitung von Alexander Deeg und Jan-Dirk Döhling. Die Zeitschrift kann auch in Kombination mit der Zeitschrift Pastoraltheologie bezogen werden.